# Philotheca salsolifolia
Philotheca salsolifolia là một loài thực vật có hoa trong họ Cửu lý hương. Loài này được (Sm.) Druce miêu tả khoa học đầu tiên năm 1917.